# Petrus Albinus

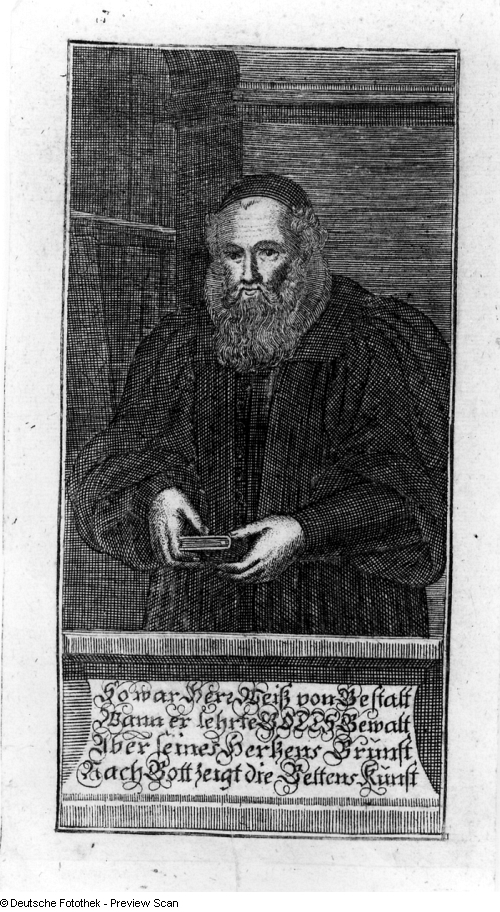
Petrus Albinus

Petrus Albinus (eigentlich Peter von Weiße; * 18. Juni 1543 in Schneeberg; † 31. Juli 1598 in Dresden) war ein Professor in Wittenberg, der als Begründer der sächsischen Geschichtsschreibung gilt.

## Leben
Sein Vater war Peter Weis, der als Baumeister die Hospitalkirche in Schneeberg errichtete. Dieser war verheiratet mit Magdalena Hübsch, der Tochter eines Ratskämmerers und Bergbauunternehmers, der aus Nürnberg nach Schneeberg übergesiedelt war. Entsprechend den damals üblichen Gepflogenheiten latinisierte seinen Namen zu  Petrus Albinus. Angeblich soll er, nach dem Besuch der Lateinschule in Schneeberg, die Fürstenschule zu Meißen besucht haben. Ein Nachweis über den Besuch der letzten Einrichtung lässt sich nicht erbringen. Sicher ist, dass er im Sommersemester 1559  die Universität Viadrina in Frankfurt/Oder, am 5. Juni 1564 die Leucorea in Wittenberg und im Wintersemester 1569 die Universität Leipzig frequentierte. Er konzentrierte sich vor allem auf juristische und geschichtliche Forschungen. Am 11. März 1575 erwarb er in Wittenberg den Grad eines Magisters der Philosophie und wurde im selben Jahr in den Senat der philosophischen Fakultät rezipiert. 1578 übernahm  er die Lateinprofessur am Pädagogium der Universität Wittenberg und wurde 1587 Professor der Geschichte an der Wittenberger Hochschule.

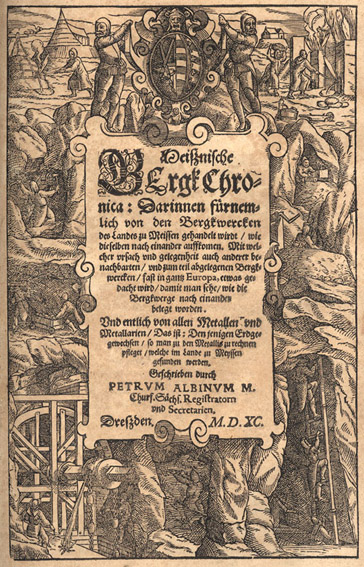
Titelblatt der Meißnischen Bergk-Chronica, 1590

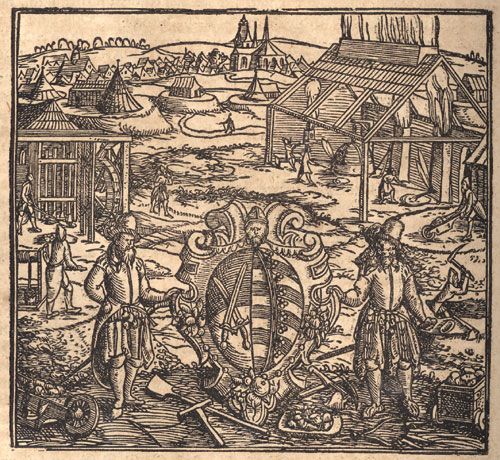
Illustration aus der Meißnischen Bergk-Chronica, 1590

In Wittenberg übernahm er die Aufgabe, die Geschichte Obersachsens und der Wettiner des Georg Fabricius zu vollenden. So registrierte er 1579 die Briefe und Urkunden des Meißner Stifts. Von 1579 bis 1588 war er Dekan der Universität Wittenberg, übernahm 1586 das Rektorat und wirkte bis 1588 in Wittenberg. 1588 wurde Albinus als Sekretär des Kurfürsten Christian I. von Sachsen nach Dresden berufen, wo ihm die Sichtung der gesamten kursächsischen Hausakten übertragen wurde. Dort verstarb er am 31. Juli 1598.
Während seiner Wittenberger Zeit verfasste er die als Handschrift vorhandene Geschichte seiner Heimatstadt Schneeberg (Schneeberger Ortschronik, 1574), teils wurde sie als Meißnische Land- und Bergchronik (1580–1589) gedruckt, manches blieb unvollendet. Auch andere Chroniken liegen als Handschriften von ihm in den Archiven, so von Altzelle, Annaberg, Crimmitschau und Torgau. Mehrere Bände der unveröffentlichten Sammlungen werden in der SLUB Dresden verwahrt.
Obwohl seine Forschungen heutigen wissenschaftlichen Anforderungen nicht genügen, zählt er durch seine Arbeiten als Begründer der sächsischen Heimatkunde, Heimatforschung und Geschichtsschreibung. Albinus war zweimal verheiratet. Zuerst 1576 mit Ludmilla Fritsch und 1584 mit Magdalena, einer Tochter des Verlegers Samuel Selfisch, mit der er acht Kinder hatte.

## Werke
- Gründliche und vleissige Beschreibung der erschrecklichen Wasserfluth, welche im Augustmonat dieses lauffenden 1573. Jhars am Schneeberge, der weitberümbten Bergkstadt, im Landt zu Meissen gelegen, grossen schaden gethan hat. Wittenberg 1573 (Digitalisat)
- Commentarius novus de Mysnia, Oder Newe Meysnische Chronica, 1580, 1589/90 unter dem Titel: Meißnische Land- u. Berg-Chronica (Teil 2 unter dem Titel: Meißnische Bergk Chronik, 1590 Digitalisat), 1610: Novae Saxonum historiae progymnasmata… 1585;
- Meißnische Land- und Bergchronik, 1580–1589. (Digitalisat)
- New Stammbuch u. Beschreibung d. uhralten kurfürstl…. Hauses zu Sachsen …, fortgesetzt von M. Dresser, 1602;
- Petrus Albinus: Historia Von dem Uralten Geschlechte derer Hoch- und Wohl-Gebohrnen Des Heiligen Römischen Reichs Graffen und Herren Von Werthern, Römischer Kayserlicher Majestät und des Heiligen Römischen Reichs Erb-Cammer-Thürhüter, Herren auf denen Graff- und Herrschafften Beichlingen, Werthern, Frohndorff, Wiehe, Brücken, Neuenheilingen, Kroppen und Kleinbalnhausen, Als ein Manuscript von dem berühmten Sächsischen Historico M. Petro Albino Nivemontio vor mehr als hundert Jahren verfertiget, Anietzo auffs neue übersehen und nebst des gemeldten Autoris Wapen-Beschreibung derer meisten in solcher Historia abgehandelt- und angeführten Geschlechter zusammen in Druck gegeben, Auch durch kurtze Genealogische Tabellen biß auf unsere Zeiten fortgesetzet. Verlegt durch Jacob Fritsche, Leipzig 1705. Digitalisat 1705, Digitalisat 1716
- Leo Bönhoff (Bearb.): Annabergische Annales de anno 1492 biss 1539, Mit. Ausgabe der ältesten Nachrichten über Annaberg nach d. Ms. Q 127 der königlichen Öffentlichen Bibliothek zu Dresden. in: Mitteilungen des Vereins für Geschichte von Annaberg 11, 1910. S. 1–50.
- Das Dritte Buch der Schneebergischen Chroniken, welches eine ordentliche Beschreibung der bergmännischen Erfindung und Stadt daselbst, mit den fürnehmsten Geschichten so sich als da verlautet. Freundeskreis Stadtarchiv Schneeberg, 2012. (Buch 1 und 2 der Chronik und Beschreibung der alten weitberühmten … Bergstadt Schneeberg: Anno 1574 als CD beigegeben) DNB 1024554872